# カラカハン・ドッグ
カラカハン・ドッグ（英：Karakachan Dog）とは、ブルガリア原産の護畜犬種である。犬種名は本種を作り出したカラカハン人にちなんで名づけられた。別名はブルガリアン･シェパード（英：Bulgarian Shepherd Dog）、ブガルスコ･オクチャルスコ･クチェ（Bugarsko Ovcharsko Kuche）など。

## 歴史
生い立ちについてははっきりと分かっていない。古い犬種で、トルニャックやカルパチアン・シェパード・ドッグと近縁種であると考えられている。主に護畜犬として羊を狼から守るのに使われていたが、時には家も見張りも任されていた。
カラカハン・ドッグは狼とは切っても切れないかかわりを持っている犬種である。このかかわりは本種の作出の際に狼の血が加えられたことだけではない。狼は通常の野生の獲物（鹿などの哺乳類）を得る事が出来なくなる位に頭数が増加すると、カラカハン・ドッグが守るべき存在である羊を襲うことがある。これをカラカハン・ドッグが追い払う事により頭数を正常なものに戻し、生態系を維持するという大切な役割を担っていたのである。しかし、もとよりカラカハン人は生態系についての知識を深く持っていなかったため、このような生態系の維持が行われていたことを近年になるまで知らなかった。そのため、狼はむやみに羊を襲う泥棒・害獣としてのみとらえられ、毒薬の開発が行われると多くの狼が毒殺されるようになり、頭数が一気に減少し絶滅寸前になってしまった。狼の頭数が減少したことにより羊を守る必要が無くなり、これに伴いカラカハン・ドッグの頭数も劇的に減少して、こちらも絶滅の危機に追いやられてしまった。
狼が急激に減少したことにより、ブルガリアの森林の環境秩序は次第に狂い始めた。捕食者が少なくなった事により、それが捕食していた鹿などの草食哺乳類の頭数が爆発的に増加し、森の葉を食べつくした鹿は人里まで下りて作物を荒らすようになった。又、鹿の増加によりそれを捕食している狼の頭数も増加し、鹿の頭数も急激に減り、それを食べる事が出来なくなったものは再び家畜の羊を襲うようになったのである。一時は再び狼を毒殺するべきであるという提案がなされたが、このような環境破壊が起こったためこれを繰り返さないために行うべきではないとする意見が多数を占め、却下された。その代わりに提案されたのがカラカハン・ドッグの使役を奨励することであった。これにより絶滅寸前となったカラカハン・ドッグの繁殖を推薦し、血統の管理を行うために特別な施設が建てられた。この施設では積極的に本種の繁殖を行い、生まれた仔犬を無料で羊飼いに譲渡するという活動を行っている。この施設から羊飼いへ贈られたカラカハン・ドッグたちは再び護畜犬として使役を行い、羊を守り狼の数をコントロールするのに使われるようになった。この甲斐あって狼の頭数は正常値に戻り、森の環境はもとに近い正常な状態に戻っていった。これによりカラカハン・ドッグの未来は約束され、狼は毒殺される事無く済んだのである。
狼とカラカハン・ドッグは今でも頭数は少ないが、このように生態系上の深いかかわりを持ち、今後も互いが共存していけるように動物愛護団体は環境の整備とカラカハン・ドッグのブリーディングを行っている。
カラカハン・ドッグはほとんどがこのように原産地で実用犬として飼育されているが、少数がアメリカ合衆国へ輸出され、ブリーディングと使役が行われている。めったに外部には出ない生粋の作業犬で、ショードッグとして飼育される事は皆無に等しい。

## 特徴
がっしりとした体格ではあるが、脚は長く頭部は少し小さめである。マズルは短く、耳は垂れている。コートは厚くもこもこしたラフコートで、毛色はホワイトの地にブラックのマーキングがあるもの。このマーキングは通常頭部と背中に存在する。尾はふさふさした垂れ尾であるが、半分の長さに断尾することもある。体高は雄63～75cm、雌60～69cmで体重は雄40～55kg、雌30～45kgの大型犬。性格は忠実で勇敢である。